# Gamla Saltsjöbadens villor

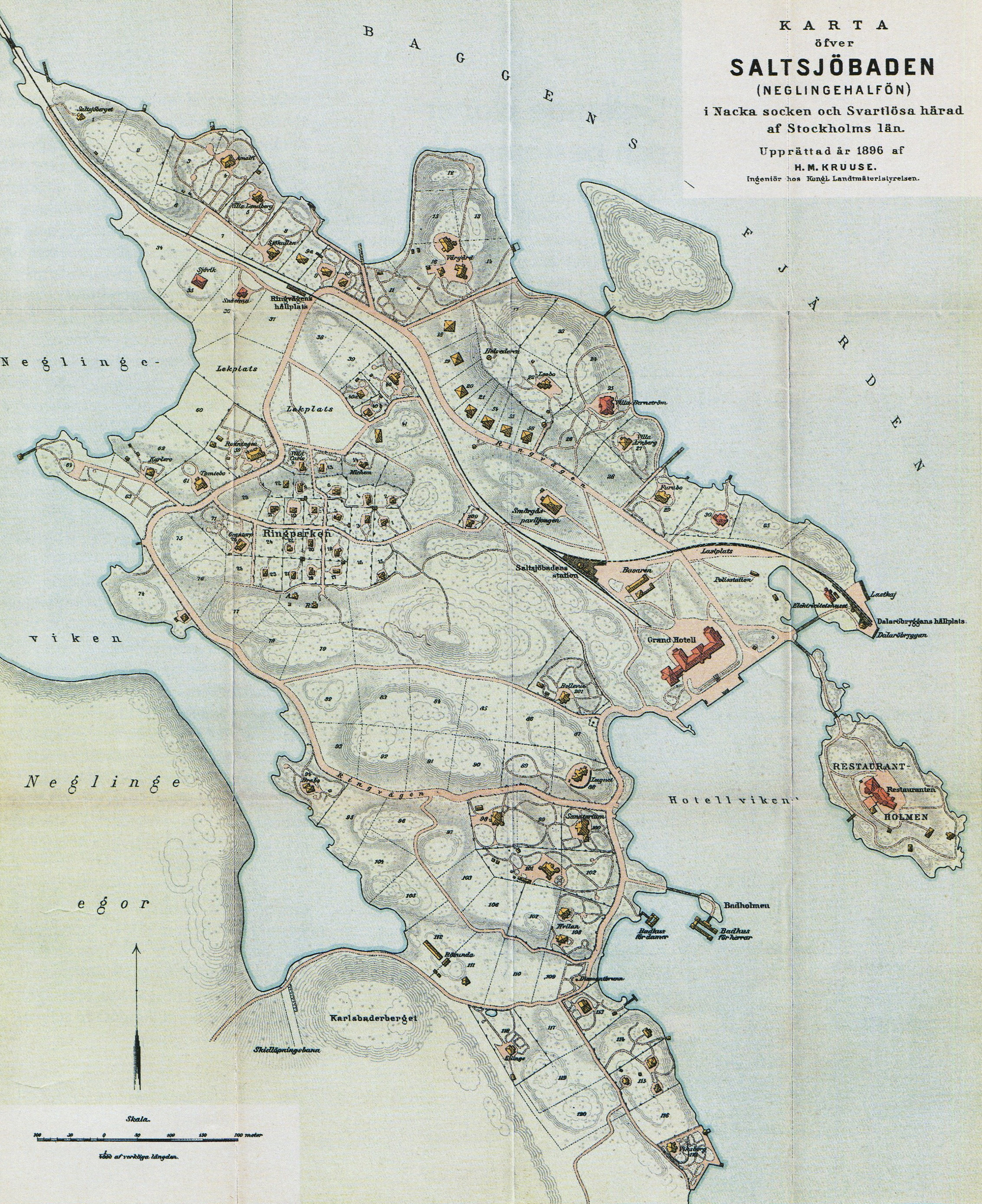
H.M. Kruuses första officiella karta över Saltsjöbaden från 1896, ett sextiotal tomter var då bebyggda.

Gamla Saltsjöbadens villor började uppföras 1891 på ett tidigare obebyggt landområde vid Baggensfjärden i nuvarande Nacka kommun. Här lät affärskompanjonerna K.A. Wallenberg och Ernest Thiel efter kontinentala förebilder anlägga en exklusiv badort och en elegant villastad som de kallade Saltsjöbaden. Initiativet riktade sig till en välbärgad kundkrets i Stockholm. Bebyggelsen ritades av samtidens välkända arkitekter som Ferdinand Boberg, Erik Josephson, Edward Ohlsson, Carl Westman, Gustaf Wickman och Erik Lundroth. 
Med gamla Saltsjöbaden avses Neglingeön med närmaste omgivning, så som den redovisas på Saltsjöbadens första officiella karta från 1896. Den mest intensiva byggperioden låg mellan 1892 och 1910. I början av 1900-talet var samtliga 120 tomter på Neglingehalvön sålda. Till den allra första egnahemsvillan i Saltsjöbaden räknas grosshandlaren Theodor Nygrens Villa Nygren som än idag står längst ut på Baggensudden och färdigställdes 1892. Av ett sjuttiotal villor som byggdes mellan 1891 och 1896 existerar idag ett tjugotal. De präglar fortfarande i hög grad Saltsjöbadens stadsbild. Saltsjöbadens äldre delar har successivt kompletterats med villor från olika perioder och är idag ett riksintresse för kulturmiljövården.

## Bakgrund

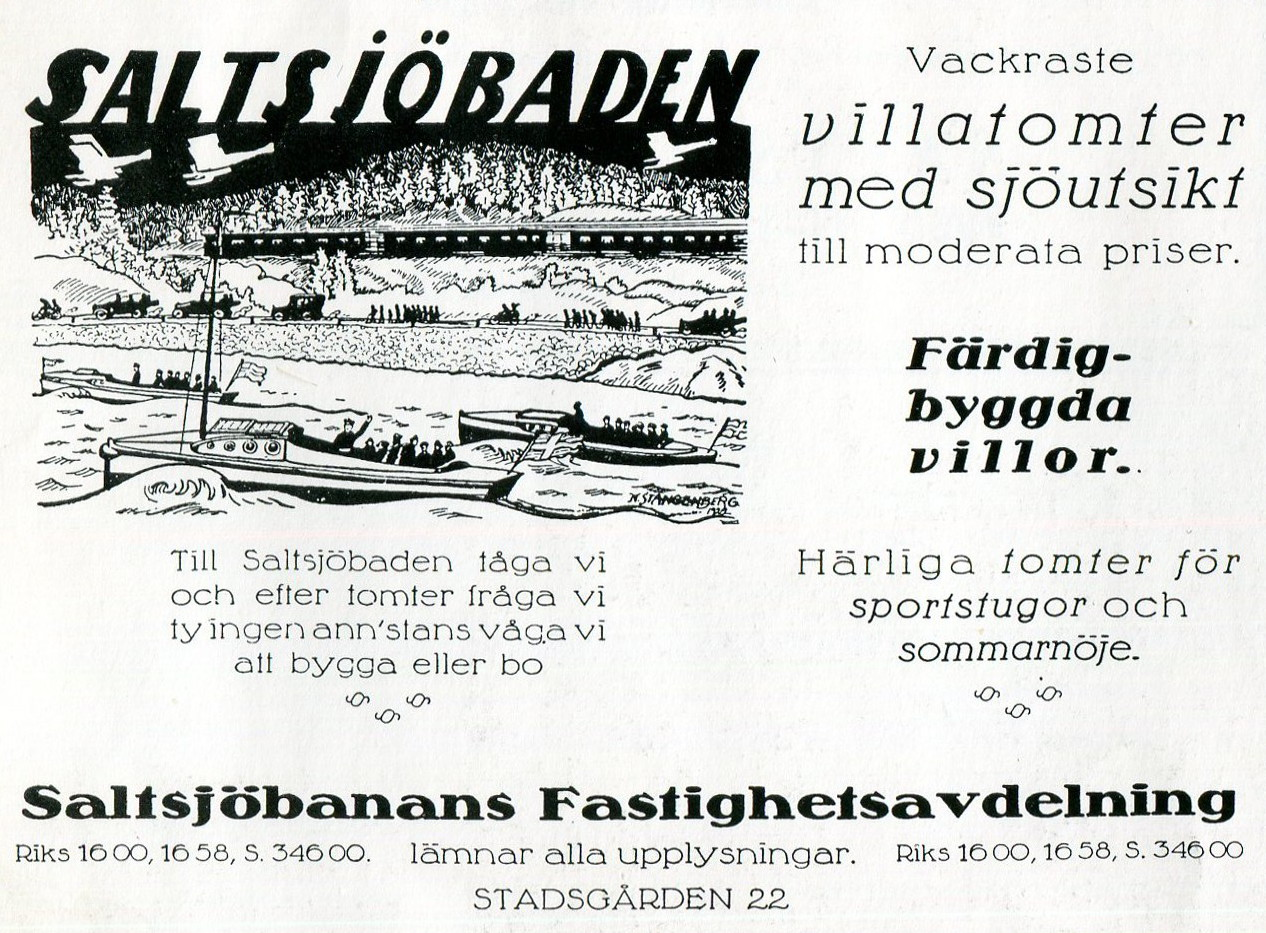
Saltsjöbanans Fastighetsavdelningens annons från 1890-talet.

Området för Saltsjöbaden förvärvades den 4 juli 1889 från godset Erstavik i Nacka socken och omfattade 890 hektar mark belägen mellan Baggensfjärden, Lännerstasundet och Erstaviken. ”Projektet Saltsjöbaden” skulle tillfredsställa högt ställda estetiska och tekniska krav och bestod av flera delar: ett exklusivt badhotell med en likaså exklusiv restaurang (Grand Hotel Saltsjöbaden och Grand Restaurant), badhus, vintersportanläggningar och sanatorium (Saltsjöbadens friluftsbad, Vinterstadion och Saltsjöbadens sanatorium), samt bekvämligheter som elektricitet samt vatten och avlopp. 
Området var ett väglöst land och hela infrastrukturen måste skapas från grunden. Till en början existerade bara några skogsvägar till och från Erstavik. Investeringarna blev betydande och bolagets revisionsberättelse från 1896 framhöll att "bolaget icke skyr varken möda eller kostnad att i alla delar förbättra och försköna detta storartade företag..."
För att man skulle kunna ta sig till och från Stockholm planerades även en järnväg (Saltsjöbanan). Allt skulle realiseras under mycket kort tid. För finansieringen stod Stockholms Enskilda Bank där K.A. Wallenberg var direktör och ägare blev Järnvägs AB Stockholm–Saltsjö som bildades 1891. Huvuddelen av projektet utgjordes dock av bebyggelse med påkostade sommarvillor, ritade av välkända arkitekter. Villatomter och färdigbyggda villor salufördes av Saltsjöbanans Fastighetsavdelning som i annonser rimmade ”Till Saltsjöbaden tåga vi, och efter tomter fråga vi, ty ingen ann’stans våga vi att bygga eller bo”.
Det nya samhället blev direkt en framgång och den bekväma tågförbindelsen med Stockholm ledde till att allt fler bosatte sig i Saltsjöbaden året runt. År 1898 bodde cirka 800 personer permanent i Saltsjöbaden medan 400 var sommargäster. 1903 hade talen ökat till 1 200 respektive 600 och 1910 var antalet permanentboende 2 286 individer.

## Stadsplan

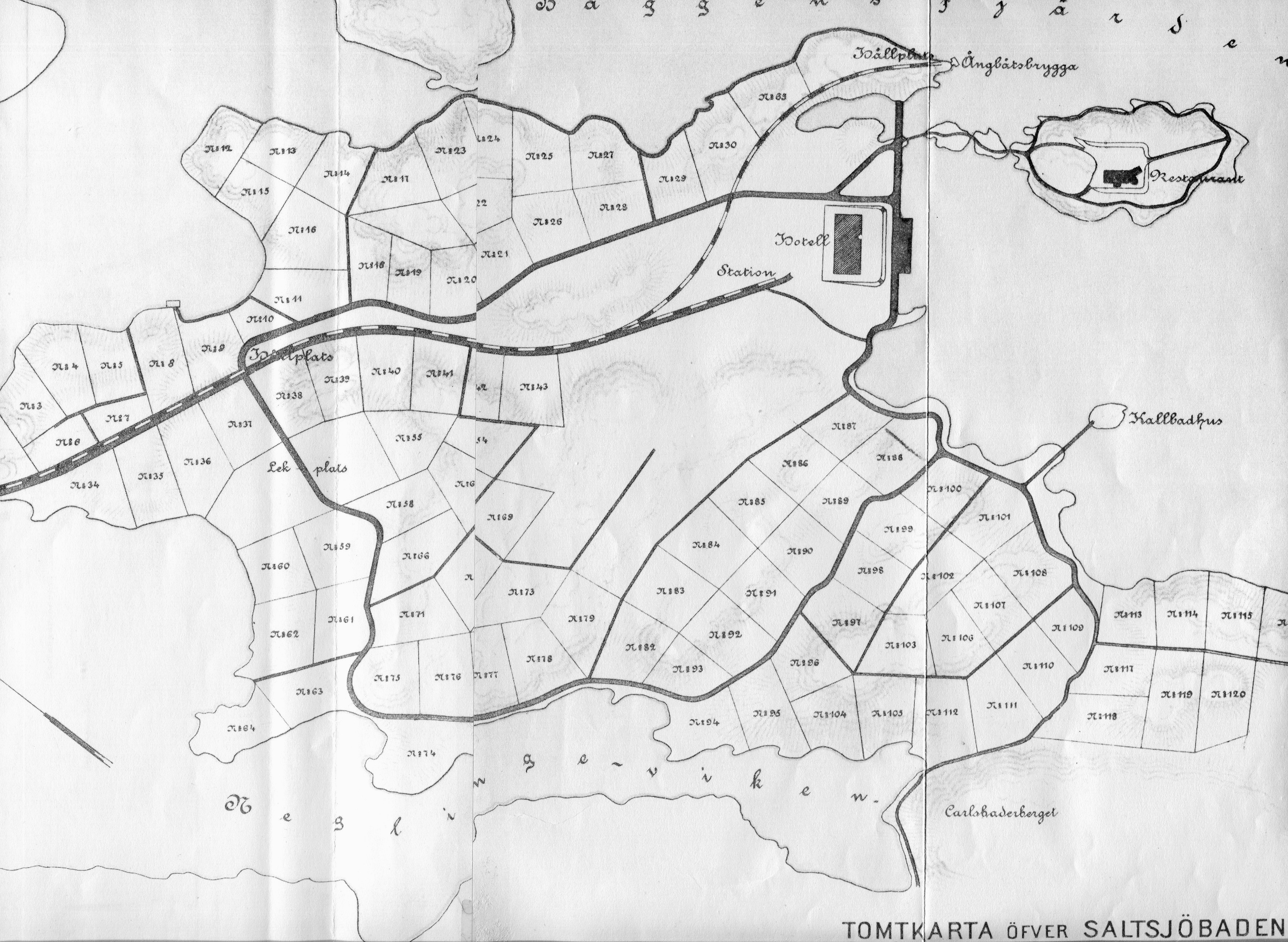
Saltsjöbadens första tomtkarta från 1892.

En första tomtkarta med 120 villatomter upprättades av järnvägsbolaget 1892 och avsåg Neglingeöns yttre delar. Tomterna var stora, mellan 5 000 och 7 000 kvadratmeter. Den mycket kuperade inre delen av ön omfattades till en början inte av planeringen. Ett enkelt vägnät inritades som huvudsakligen bestod av en ringväg (dagens Ringvägen) runt ön och en sjöpromenad (dagens Saltsjöpromenaden) vid Baggensfjärden. 
År 1896 utkom den första officiella ”Karta öfver Saltsjöbaden” upprättat av H.M. Kruuse, ingenjör vid Kongl. Lantmäteristyrelsen. På kartan är alla färdigställda villor inritade och tomtnumreringen stämmer överens med järnvägsbolagets första tomtkarta. Då var minst 64 tomter bebyggda. På Kruuses karta har även en del av Neglingeöns inre område (Ringparken) blivit styckad. På kartan från 1896 framgår också att ett område för en stor lekplats avsattes (idag Wallenbergsparken). I början av 1900-talet var samtliga 120 tomter på Neglingehalvön sålda.
Den första detaljerade planeringskartan för Saltsjöbaden upprättades av arkitekten Hugo Rahm omkring 1909. Då har Saltsjöbadens yttre delar som Neglinge, Tattby, Baggensudden och  Garvkroken blivit exploaterade. Med kompletteringar av stadsplanearkitekten Per Olof Hallman blev den 1912 formellt antagen som gällande stadsplan för Saltsjöbadens köping. Stadsplanen uppfyllde de senaste rönen inom stadsplaneringen. Den tidigare alltid tillämpade rutnätsplanen ersattes i Saltsjöbaden av ett terränganpassat, slingrande gatunät med oregelbundna kvarter.
Än idag gäller stora delar av P.O. Hallmans stadsplan från 1912. Planen kompletterades 1936 och innehåller få bevarandeföreskrifter. Det innebär att kulturhistoriskt värdefulla byggnader kan förvanskas eller rentav rivas. I Nackas översiktsplan från 1992 diskuterades detta problem. Kommunen beslöt att större förändringar av den befintliga historiska bebyggelsen måste föregås av en ny detaljplan. Ett exempel är Villa Amalfi där kommunen avslog en rivningsansökan i januari 2014 med motiveringen: ”Bygglovenheten och kommunantikvarien anser att byggnaden omfattas av förvanskningsförbudet i 8 kap. 13 § plan- och bygglagen, det vill säga är en byggnad som är särskilt värdefull från historisk, kulturhistorisk, miljömässig eller konstnärlig synpunkt inte får förvanskas”.

## Villabebyggelsen

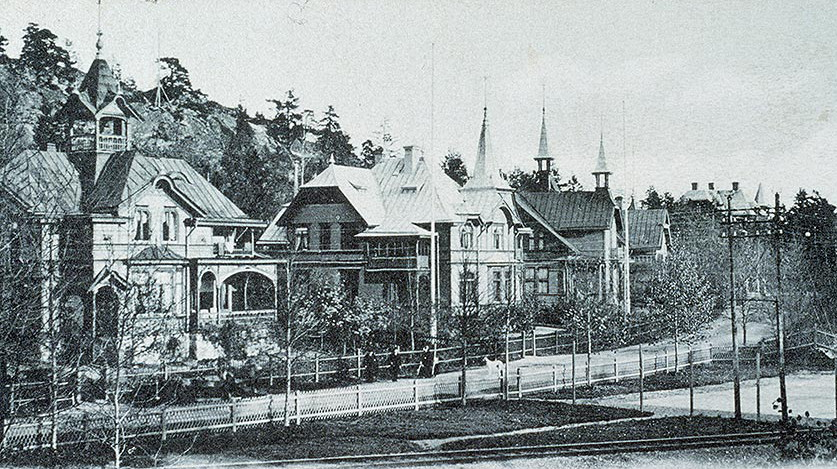
Några av Sjuvillorna 1902.

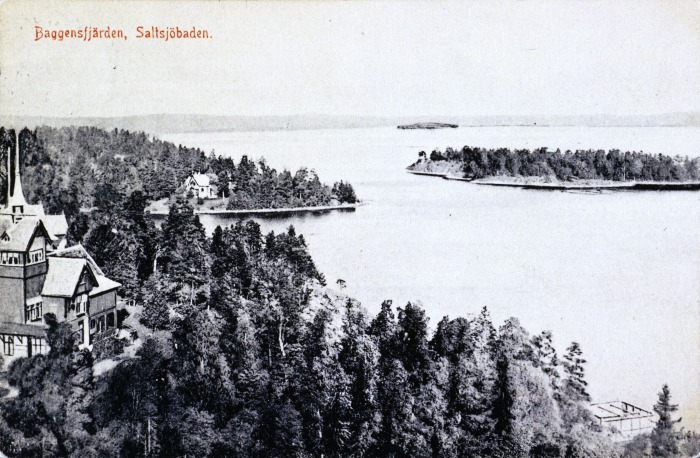
Ackevillan längst till vänster. I bakgrunden syns Nygrenska villan på Baggensudden.

Byggmästrarna för de tidigaste villorna ställdes inför stora transportproblem. Trakten var ett väglöst land och allt byggmaterial fick transporteras över vattenvägen till platsen. När Saltsjöbanan kom igång 1893 blev situationen bättre. År 1896 var ett sjuttiotal villor färdigställda. Bebyggelsen bestod då av fyra grupper: De offentliga byggnader (hotellet, restaurangen, järnvägsstation, brygga, basar, smörgåspaviljongen, elektricitetsverket och liknande), villorna i Ringparken, Sjuvillorna och övriga villor.
Ringparkens villor uppfördes ursprungligen på järnvägsbolagets initiativ och var avsedda för uthyrning. Ringparkenvillornas tomter var mindre och hade en egen serie tomtnummer. 
Sjuvillorna, en rad om sju villor längs nordöstra delen av Ringvägen, uppfördes samtidigt mellan 1895 och 1896. Villornas byggherre var grosshandlaren Reinhold Hörnell, som fick ekonomiskt stöd av järnvägsbolaget. Arkitekt var Erik Lundroth som ritade varje villa i egen stil. Han hade tidigare ritat enhetlig gruppbebyggelse bestående av 28 villor i Djursholm och fick utså kritik för "förkastlig massproduktion". I Saltsjöbaden skulle han inte upprepa misstaget. Avsikten var att locka förmögna och ansedda familjer från Stockholm att bosätta sig i det nya området och utnyttja de snabba kommunikationerna. Tomterna var något mindre jämfört med de fastigheterna där byggherren lät bygga för egen räkning. Sjuvillornas hus beboddes redan från början även på vintern. Idag återstår sex av Sjuvillorna.
De mest eftertraktade villatomterna var de mot havet. Här byggde delägarna i Saltsjöbadsprojektet sina sommarvillor: Villa Bikupan och Ackevillan för bröderna Ernest respektive Arthur Thiel, Malmska villan och Villa Matadi för K. A. Wallenberg, Villa Furubo för Marcus Wallenberg. Villa Amalfi byggdes på en udde i Pålnäsviken för André Oscar Wallenbergs dotter, Ingeborg Svedberg (född Wallenberg). Gustaf Wallenbergs villa uppfördes vid Ringvägen utan kontakt till havet. Grosshandlaren Theodor Nygren var en av initiativtagarna till Saltsjöbaden och satt även ett tag i styrelsen för järnvägsbolaget. Han valde en tomt längst ut vid Pålnäsviken med utsikt över Baggensfjärden. Där lät han uppföra samhällets första villa (Villa Nygren) som stod färdig 1892 och finns fortfarande kvar.
Bland andra byggherrar märks Stockholms välbeställda borgerlighet, som affärsmannen Knut Tillberg (Villa Lugnet), bankdirektören Carl Jansson (Villa Gadelius), skeppsredaren Carl Gustav Thulin (Thulinska villan) och chefen för AB Separator, John Bernström (Villa Skärtofta).

## Arkitektur

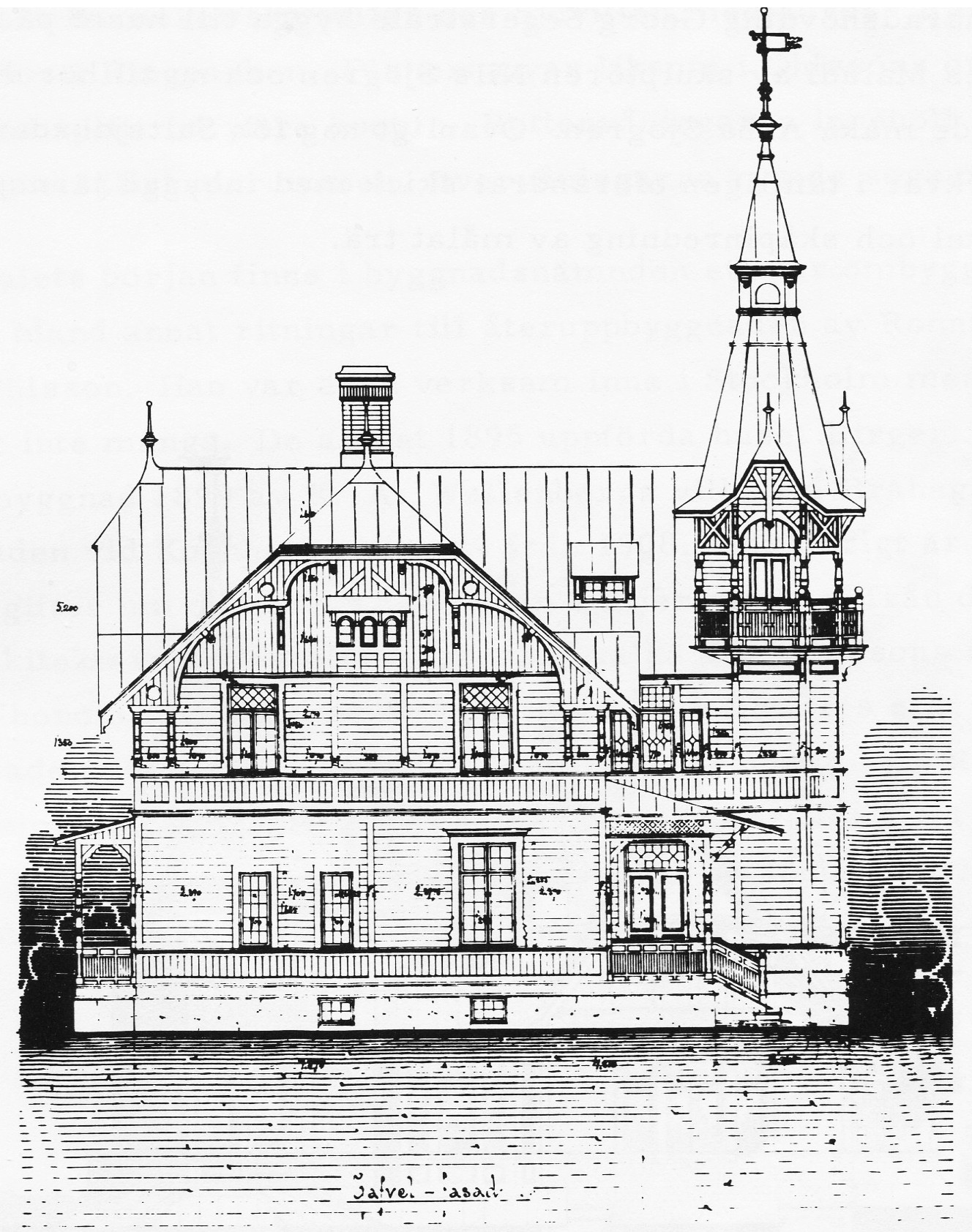
Villa Amalfi från 1892, en typisk representant för Saltsjöbadens tidiga villabebyggelse, arkitekt Edward Ohlsson.

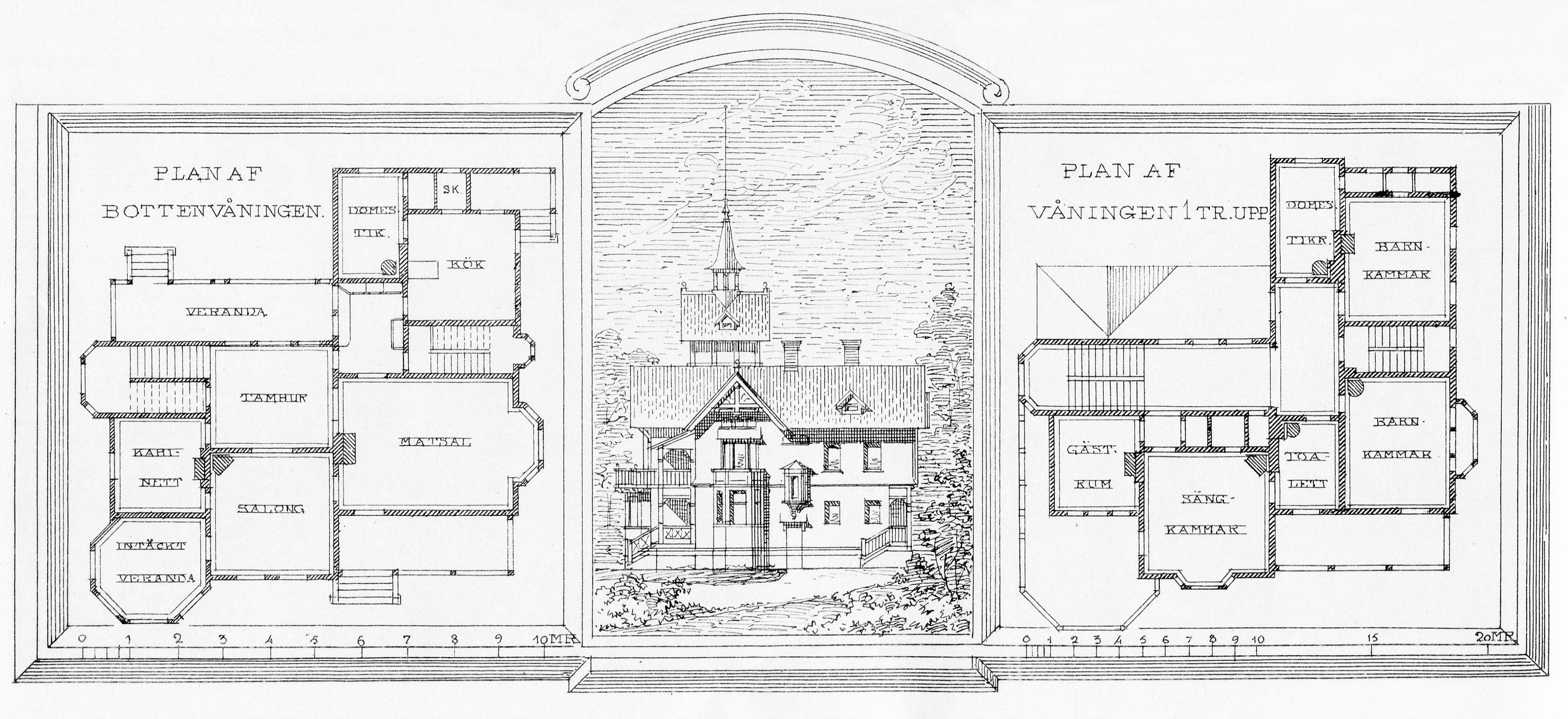
Ackevillan från 1892, planer och fasad.

Gemensam för Saltsjöbadens tidiga villaarkitektur är stora trähus i schweizerstil med lövsågerier eller american stick style med inslag av nationalromantiken och ibland med fornnordiska detaljer. Husen smyckades med verandor och torn, gavlar åt olika håll, svarvade stolpar och pelare, pittoreska utbyggnader samt fantasirika snickeridetaljer. Fasaderna kläddes med panel i olika ritningar och spån eller träfjäll som i folkmun kallades för "tallkottefasader". Taken kläddes med plåt, i sällsynta fall även med skiffer (exempel Villa Skärtofta). Taktegel lämpade sig inte på grund av de många brutna formerna.
Husen vilade ofta på stora fundament av natursten som fortsatte in i bottenvåningen. Tomterna var ofta mycket kuperade och höga stengrunder lämpade sig väl att balansera besvärlig terräng. Exempel härför är bland annat Pressens villa, Tammska villan, Fotografens villa och Thulinska villan, samtliga ritade av Carl Westman mellan 1902 och 1905.
Pittoreskt och oregelbundet var tidens högsta mode för sommarvillor. Husen var målade i ljusa färger eller också var de bruna eller brunrosa. Några var putsade i kombination med träpanel, fjäll och fackverk som Ackevillan och Bikupan. Några få var stenhus som Villa Skärtofta, Villa Baggås och Villa Snäckan. Några var rena sommarhus utan särskild uppvärmning eller isolering för vintern, andra beboddes året runt och hade moderniteter som centralvärme och elektricitet. I Villa Skärtofta installerades Sveriges första elektriska personhiss i ett privathus. I motsats till husens lekfulla och lätta yttre var inredningen ofta tung och dyster och skilde sig inte nämnvärd från stadsvåningens interiör. 
I början av 1900-talet introducerades en ny villatyp i Saltsjöbaden av arkitekt Carl Westman.  Det rörde sig om den numera rivna Pressens villa, högsta vinsten i Pressens lotteri, anordnat av Publicistklubben. Westberg ritade ett falurött hus med vita knutar, inspirerat av svenskt allmoge och avsett för folk i de övre samhällsskikten. Interiören var ljus och luftig och formgiven av Carl och Elin Westman. Det var nytt och djärvt. Pressens villa följdes 1902 av Carl Westmans egen villa, 1903 av Tammska villan för ingenjören Percy Tamm och 1905 av Westmans Fotografens villa för hovfotografen Herman Hamnqvist. Ernst Stenhammar gick med Villa Möller från 1898 i samma riktning men låg några år tidigare än Westberg.
Bland alla sommarvillor i schweizerstil, nationalromantik och american stick style, som byggdes i Saltsjöbaden kring sekelskiftet 1900 framträder Villa Snäckan som ett undantag. Villan uppfördes 1896 och ritades av arkitekterna Kasper Salin och Gustaf Lindgren i för Edvard Casparsson med familj, hustrun Anna Casparsson och dottern Marja Casparsson. Huset var redan från början tänkt för åretruntboende och hör idag till den enda renodlade italieninspirerade villan i Saltsjöbaden.
I motsats till Westmans nätta, faluröda trähus står Villa Stockenberg från 1910. Huset ritades av arkitekterna Isak Gustaf Clason och Rudolf Emanuel Jacobsen och utmärker sig genom en tung stenfasad. Stockenberg hör tillsammans med Villa Bikupan och två av Sjuvillorna till byggnadsminnesförklarade villor i gamla Saltsjöbaden.

## Boende

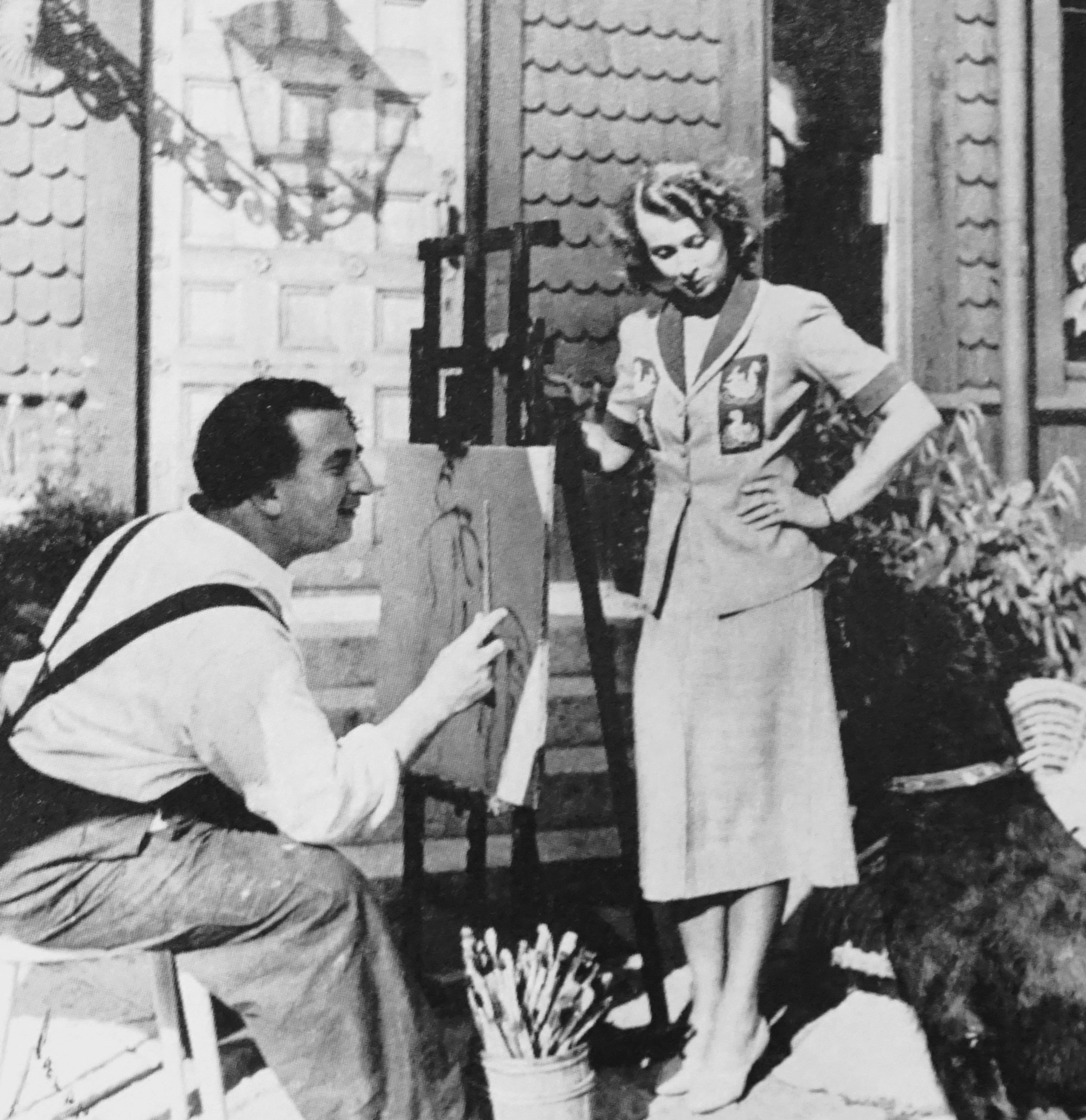
Isaac Grünewald med hustru Märta utanför Grünewaldvillan på 1930-talet.

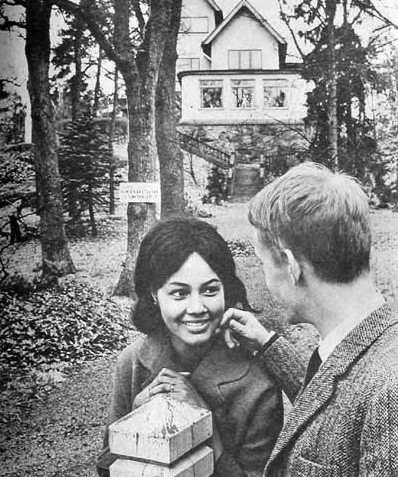
Fatima Svendsen och Gösta Ekman utanför Villa Kråkslottet 1962.

De nybyggda villorna i gamla Saltsjöbaden beboddes huvudsakligen av förmögna borgare från Stockholm, som medlemmar i Wallenbergfamiljen eller affärsmän och industriidkare som Carl Robert Lamm, Knut Tillberg, Theodor Nygren, John Bernström, Carl Gustav Thulin och deras affärsbekanta och vänner. Bland dem fanns även flera kända konstsamlare som bröderna Arthur och Ernest Thiel samt Klas Fåhraeus. Den senare hade i sin Villa Fåhraeus ett konstgalleri med Sveriges största privata konstsamling som inspirerade den till en början av konst ointresserade Ernest Thiel att börja samla på konst, men inte i sin villa i Saltsjöbaden (Villa Bikupan) utan i ett nybyggt hus på Djurgården (idag Thielska galleriet).
Arthur Thiel samlade verk av konstnären J.A.G. Acke. Bland dem fanns oljemålningen ”Kung Erik och livdrabanten” som köptes av Arthur Thiel 1892 och består av en berättelse i sex delar "Erik XIV:s kärlekssaga med Karins Månsdotter". Sviten hängde ursprungligen i Ackevillans matsal och smyckar numera Sundellhallen på Villa Skärtofta.
De Thielska villorna "Vårgård" (senare kallad Ackevillan och Bikupan) var även plats där den stora Allmänna konst- och industriutställningen från 1897 förbereddes. Utställningsarkitekten, Ferdinand Boberg, fick en egen ateljé i ett av husen där han ritade de flesta av utställningens industrihallar och paviljonger. Artur Thiel utnämndes sedan till kommissarie och chef för utställningen.
Villa Snäckans beställare var försäkringstjänstemannen och konstmecenaten Edvard Casparsson (1856–1923) och hustru Anna Casparsson (1861–1961). Paret hade fyra barn, bland dem målaren Marja Casparsson som föddes 1901 i villan. Edvard Casparsson var nära vän med flera av samtidens främsta konstnärer i Konstnärsförbundet, som Anders Zorn och Ernst Josephson. Den senare bodde tidvis här. I Villa Snäckan hölls salong för konstnärer och Anna Casparsson spelade piano, hon var även pianist.
Till Villa Lugnet, ursprungligen byggd för Knut Tillberg och ritad 1893 av arkitekt Ferdinand Boberg, flyttade 1936 konstnären Isaac Grünewald med familj. Grünewaldvillan, som huset numera kallas, blev konstnärshem och träffpunkt för samtidens konstnärer och konstintresserade. Villan inrymmer numer konferens- och utställningslokaler samt bostadsrum för ägarfamiljen. Den stora ateljén, även kallad Saltsjöateljén, utgör centrum för denna konstverksamhet. Föreningen "Grünewaldvillans Vänner" bildades 1998 för att värna villan och stödja de kulturella delarna av verksamheten. Oskar Bergman och Sven X:et Erixon är också några kända namn som förknippas med Saltsjöbaden.
Inte långt från Grünewaldvillan står Villa Kråkslottet. Mellan 1926 och 1964 bodde här revykungen Karl Gerhard med bland annat sin sekreterare Göthe Ericsson och sin adoptivdotter Fatima Svendsen. Även Kråkslottet blev ett konstnärshem – för skådespelare och teaterfolk, bland dem sonen Per Gerhard och svärsonen Gösta Ekman. I en stor, numera riven stenvilla vid Ringvägen 2 bodde på 1930-talet ytterligare en revykung, Ernst Rolf.
Bland kända boende i Saltsjöbaden bör även nämnas arkitekten Carl Westman och hans hustru konstnären Elin Westman. Hon skapade 1896 affischen ”Till Saltsjöbaden” och deltog i formgivningen av inredningen av de villor som maken ritat. Westman blev en flitigt anlitat arkitekt i Saltsjöbaden och ritade ett femtontal villor där. Sonsonen, Lars Westman, berättade i sin bok Till Saltsjöbaden – En skapelseberättelse att farfar ibland kollade upp sina verk om de inte hade blivit ”fyfaniserade”. Westman bodde från 1903 till 1928 i sin villa vid Danska backarna. Han fick även en väg uppkallad efter sig.

## Byggbestämmelser
Den som ville bygga i Saltsjöbaden fick relativt fria händer men redan från början fanns bestämmelser att följa. Det var inte ovanligt att arkitekt och byggmästare anvisades av Saltsjöbanans Fastighetsavdelning som även tillhandahöll förmånliga hypotekslån. Ritningar skulle godkännas av Saltsjöbadens byggnadsnämnd som till en början bestod av järnvägsbolagets styrelse. Tomten fick inte nyttjas som upplagsplats eller bebyggas med svinhus, ladugård eller industri. Tomten fick inte heller styckas och huvudbyggnadens avstånd till grannens tomtgräns fick inte understiga sex meter, om inte grannen medgav det skriftligt. Inte mer än 10 procent av tomten fick bebyggas. Vid strandtomter ingick inget äganderätt till vattenområdet. Det är uppenbart att järnvägsbolaget försökte främja uppkomsten av ett estetiskt tilltalade och fridfullt villasamhälle.

## Villor i urval
I alfabetisk ordning. Som adress anges dagens vägnamn, några har ändrats från tidigare namn. Exempelvis hette Vikvägen förr Källvägen, Carl Westmans väg hette Bergsvägen och Sjökullens väg hette Brostigen.
| Bilder | Fastighet                | Adress och koordinater                                                   | Byggår    | Arkitekt                                       | Byggherre eller första boende       | Kommentar                                    |
| ------ | ------------------------ | ------------------------------------------------------------------------ | --------- | ---------------------------------------------- | ----------------------------------- | -------------------------------------------- |
|        | Amalfi                   | Sjökullens väg 24 59°17′5″N 18°18′3″Ö / 59.28472°N 18.30083°Ö            | 1892      | Edward Ohlsson                                 | Ingeborg Svedberg (född Wallenberg) | Har likheter med Villa Högudden på Lidingö   |
|        | Amiralsvägen 3           | Amiralsvägen 3 59°16′21″N 18°18′33″Ö / 59.27250°N 18.30917°Ö             | 1907      | Gustaf Hugo Sandberg                           | Revisor Otto Clason                 |                                              |
|        | Ackevillan               | Saltsjövägen 59°16′58.7″N 18°18′24.7″Ö / 59.282972°N 18.306861°Ö         | 1892      | Erik Josephson                                 | Arthur Thiel                        | Revs 1972                                    |
|        | Baggås                   | Ekorrbacken 7 59°16′36.78″N 18°18′15.10″Ö / 59.2768833°N 18.3041944°Ö    | 1909–1910 | Ullrich & Hallquisth                           | Olof A Söderberg                    | Idag ett buddhistiskt kulturcentrum          |
|        | Bikupan                  | Saltsjövägen 5 59°17′0.5″N 18°18′23.5″Ö / 59.283472°N 18.306528°Ö        | 1892      | Erik Josephson                                 | Ernest Thiel                        | Byggnadsminne, Rösunda 4:2                   |
|        | Bogemanska villan        | Ringvägen 74 59°16′32.1″N 18°18′27.3″Ö / 59.275583°N 18.307583°Ö         | 1892      | Okänd                                          | Carl Robert Lamm                    |                                              |
|        | Fotografens villa        | Vikvägen 11 59°16′40.2″N 18°18′24.9″Ö / 59.277833°N 18.306917°Ö          | 1905      | Carl Westman                                   | Herman Hamnqvist                    |                                              |
|        | Furubo                   | Ringvägen 59°16′47.3″N 18°18′43″Ö / 59.279806°N 18.31194°Ö               | 1892      | Edward Ohlsson                                 | Marcus Wallenberg                   | Revs på 1960-talet                           |
|        | Fåhraeus                 | Ringvägen 56 59°16′44.1″N 18°17′52.7″Ö / 59.278917°N 18.297972°Ö         | 1898      | Gustaf Wickman                                 | Klas Fåhraeus                       | Revs på 1960-talet                           |
|        | Gadelius                 | Sjötäppsvägen 1 59°17′12.7″N 18°17′23.1″Ö / 59.286861°N 18.289750°Ö      | 1896      | Gustaf Wickman                                 | Carl Jansson                        | Tidigare namn: "Villa Sjötäppan"             |
|        | Grünewaldvillan          | Saltsjöpromenaden 8 59°16′34.4″N 18°18′32.7″Ö / 59.276222°N 18.309083°Ö  | 1893      | Ferdinand Boberg                               | Knut Tillberg                       | Tidigare namn: "Villa Lugnet"                |
|        | Klippan                  | Svartviksringen 9 59°16′6.7″N 18°18′46.6″Ö / 59.268528°N 18.312944°Ö     | 1902      | Lars Johan Lehming                             | W. Bäckström                        |                                              |
|        | Kråkslottet              | Saltsjöpromenaden 18 59°16′27.6″N 18°18′30.4″Ö / 59.274333°N 18.308444°Ö | 1904      | Erik Josephson                                 | Carl Bengtsson                      | Mellan 1926 och 1964 bostad för Karl Gerhard |
|        | Malmska villan           | Saltsjöpromenaden 10 59°16′32.2″N 18°18′33.5″Ö / 59.275611°N 18.309306°Ö | 1892      | Edward Ohlsson                                 | K. A. Wallenberg                    | Revs på 1960-talet                           |
|        | Möller                   | Carl Wästmans väg 17 59°16′47.1″N 18°17′58.5″Ö / 59.279750°N 18.299583°Ö | 1898      | Ernst Stenhammar                               | Magnus Möller                       | Tidigare namn: "Stugan"                      |
|        | Matadi                   | Nils Sjögrens väg 59°17′14.4″N 18°17′48″Ö / 59.287333°N 18.29667°Ö       | 1892      | Edward Ohlsson                                 | K. A. Wallenberg                    |                                              |
|        | Nygrenska villan         | Pålnäsvägen 31 59°17′13.2″N 18°18′22.5″Ö / 59.287000°N 18.306250°Ö       | 1892      | Okänd                                          | Theodor Nygren                      | Räknas till Saltsjöbadens första villa       |
|        | Pressens villa           | Vikvägen / Ringvägen 59°16′39.1″N 18°18′9.2″Ö / 59.277528°N 18.302556°Ö  | 1902      | Carl Westman                                   | Okänd                               | Högsta vinsten i Pressens lotteri. Revs 1957 |
|        | Villa Renius             | Carl Westmans väg 9 59°16′41.7″N 18°18′3.1″Ö / 59.278250°N 18.300861°Ö   | 1906      | Alf Landén                                     | J. Renius                           |                                              |
|        | Sjuvilla nr 1            | Ringvägen 28 59°16′56″N 18°18′23″Ö / 59.28222°N 18.30639°Ö               | 1896–1897 | Erik Lundroth                                  | Richard Wawrinsky                   | Revs 1965                                    |
|        | Sjuvilla nr 2            | Ringvägen 26 59°16′55.1″N 18°18′23.4″Ö / 59.281972°N 18.306500°Ö         | 1896–1897 | Erik Lundroth                                  | Augusta Flohr                       | Byggnadsminne: Rösunda 5:8                   |
|        | Sjuvilla nr 3            | Ringvägen 24 59°16′53.4″N 18°18′23.7″Ö / 59.281500°N 18.306583°Ö         | 1896–1897 | Erik Lundroth                                  | Carl Malmberg                       | Byggnadsminne: Rösunda 5:7                   |
|        | Sjuvilla nr 4            | Ringvägen 22 59°16′52.3″N 18°18′24.6″Ö / 59.281194°N 18.306833°Ö         | 1896–1897 | Erik Lundroth                                  | Wilhelm Flohr                       | Tidigare namn: "Villa Victoria"              |
|        | Sjuvilla nr 5            | Ringvägen 20 59°16′51.7″N 18°18′26″Ö / 59.281028°N 18.30722°Ö            | 1896–1897 | Erik Lundroth                                  | Greve Ruuth                         |                                              |
|        | Sjuvilla nr 6            | Ringvägen 18 59°16′51.2″N 18°18′28″Ö / 59.280889°N 18.30778°Ö            | 1896–1897 | Erik Lundroth                                  | Carl-Adam Lindström                 |                                              |
|        | Sjuvilla nr 7            | Ringvägen 16 59°16′51″N 18°18′30″Ö / 59.28083°N 18.30833°Ö               | 1896–1897 | Erik Lundroth                                  | Robert Schumburg                    |                                              |
|        | Villa Solbacka           | Pålnäsvägen 17 59°17′20″N 18°17′58″Ö / 59.28889°N 18.29944°Ö             | 1903      | Albert Collett                                 | Okänd                               |                                              |
|        | Skärtofta                | Ringvägen 6–8 59°16′52.51″N 18°18′37.71″Ö / 59.2812528°N 18.3104750°Ö    | 1897      | Gustaf Lindgren                                | Carl-Adam Lindström                 |                                              |
|        | Tammska villan           | Ringvägen 37 59°16′43.1″N 18°17′59.4″Ö / 59.278639°N 18.299833°Ö         | 1903      | Carl Westman                                   | Percy Tamm                          |                                              |
|        | Thulinska villan         | Saltsjöpromenaden 38 59°16′10″N 18°18′40″Ö / 59.26944°N 18.31111°Ö       | 1903      | Carl Westman                                   | Carl Gustav Thulin                  | Tidigare namn: "Villa Gistra"                |
|        | Snäckan                  | Stockholmsvägen 46 59°16′58.5″N 18°18′4″Ö / 59.282917°N 18.30111°Ö       | 1896      | Kasper Salin och Gustaf Lindgren               | Edvard Casparsson                   | Barndomshemmet för Marja Casparsson          |
|        | Stockenberg              | Fjällvägen 12A 59°17′23″N 18°17′55″Ö / 59.28972°N 18.29861°Ö             | 1909–1910 | Isak Gustaf Clason och Rudolf Emanuel Jacobsen | Hanne Stockenberg                   | Byggnadsminne: Baggensudden 15:9             |
|        | Villa Viksborg           | Saltsjöpromenaden 32 59°16′16″N 18°18′39″Ö / 59.27111°N 18.31083°Ö       | 1905      | Carl Westman                                   | John Bernström                      | Tidigare namn: "Bernströmska villan"         |
|        | Gustaf Wallenbergs villa | Ringvägen 59°16′54.8″N 18°18′12.1″Ö / 59.281889°N 18.303361°Ö            | ca 1900   | Okänd                                          | Gustaf Oscar Wallenberg             | Revs på 1960-talet                           |
|        | Vikvägen 7               | Vikvägen 7 59°16′40.5″N 18°18′19.7″Ö / 59.277917°N 18.305472°Ö           | 1903      | Edward Ohlsson                                 | Okänd                               |                                              |
|        | Villa Hemsta             | Vikvägen 9 59°16′40.6″N 18°18′22.5″Ö / 59.277944°N 18.306250°Ö           | ca 1903   | Gustaf Hugo Sandberg                           | Signe Beckman                       |                                              |
|        | Carl Westmans villa      | Danska Backarna 16 59°16′41.8″N 18°18′12.2″Ö / 59.278278°N 18.303389°Ö   | ca 1902   | Carl Westman                                   | Carl Westman                        | Carl Westmans egen villa                     |